# Sitio de Soto la Marina
El Sitio de Soto la Marina fue una acción militar de la Guerra de Independencia de México, efectuada entre el 12 de junio al 15 de junio de 1817, en la localidad de Soto la Marina, en el estado de Tamaulipas. Los insurgentes comandados por el Mayor José Sardá fueron derrotados en combate por las fuerzas realistas del Gral. brigadier Joaquín de Arredondo y Mioño que contaba con una fuerza de 2200 hombres y 19 piezas de artillería. Sardá llegó a México junto a la expedición del Gral. Francisco Xavier Mina, quien dejó a su mando 113 hombres, diciéndole que resistiera hasta el final pues este regresaría pronto. Al final del sitio solo sobrevivieron 37 insurgentes mientras que los españoles tuvieron alrededor de 300 muertos.